# Phelotrupes imurai
Phelotrupes imurai is een keversoort uit de familie mesttorren (Geotrupidae). De wetenschappelijke naam van de soort werd in 1995 gepubliceerd door Masumoto.